# Біг-Стоун (округ, Міннесота)
Шаблон:StateAbbr_ 45°26′ пн. ш. 96°25′ зх. д. / 45.43° пн. ш. 96.41° зх. д.
Округ Біг-Стоун (англ. Big Stone County) — округ (графство) у штаті Міннесота, США. Ідентифікатор округу 27011.

## Історія
Округ утворений 1862 року.

## Демографія
За даними перепису
2000 року
загальне населення округу становило 5820 осіб, усе сільське.
Серед мешканців округу чоловіків було 2824, а жінок — 2996. В окрузі було 2377 домогосподарств, 1611 родин, які мешкали в 3171 будинках.
Середній розмір родини становив 2,97.
Віковий розподіл населення поданий у таблиці:
| Стать    | До 15 років | 15-21 | 22-29 | 30-39 | 40-49 | 50-65 | 65-85 | Понад 85 |
| -------- | ----------- | ----- | ----- | ----- | ----- | ----- | ----- | -------- |
| Чоловіки | 581         | 276   | 161   | 309   | 428   | 483   | 521   | 65       |
| Жінки    | 536         | 250   | 156   | 309   | 429   | 508   | 643   | 165      |

## Суміжні округи
- Траверс — північ
- Стівенс — північний схід
- Свіфт — південний схід
- Лак-кі-Парл — південь
- Ґрант, Південна Дакота — південний захід
- Робертс, Південна Дакота — північний захід

## Виноски
1. ↑  US Decennial Census. US Census Bureau. Архів оригіналу за 26 квітня 2015. Процитовано 5 жовтня 2014.
2. ↑  Historical Census Browser. University of Virginia Library. Архів оригіналу за 30 травня 2019. Процитовано 5 жовтня 2014.
3. ↑  Population of Counties by Decennial Census: 1900 to 1990. US Census Bureau. Архів оригіналу за 4 серпня 2014. Процитовано 5 жовтня 2014.
4. ↑  Census 2000 PHC-T-4. Ranking Tables for Counties: 1990 and 2000 (PDF). US Census Bureau. Архів оригіналу (PDF) за 18 грудня 2014. Процитовано 5 жовтня 2014.
5. ↑  State & County QuickFacts. Бюро перепису населення США. Архів оригіналу за 7 липня 2011. Процитовано 31 серпня 2013. [Архівовано 2011-06-07 у Wayback Machine.](англ.) Наведено за англійською вікіпедією.
6. ↑  American FactFinder. Бюро перепису населення США. Архів оригіналу за 26 лютого 2012. Процитовано 31 січня 2008. [Архівовано 2008-05-21 у Wayback Machine.]

| США | Це незавершена стаття з географії США. Ви можете допомогти проєкту, виправивши або дописавши її. |